# Chassenard
Chassenard est une commune française, située dans le département de l'Allier en région Auvergne-Rhône-Alpes.

## Géographie
La commune se situe à l'extrémité est du département de l'Allier, à la limite de la Saône-et-Loire. Elle se trouve dans les Basses Marches du Bourbonnais.

### Communes limitrophes
Ses communes limitrophes sont :
| Molinet                  | Digoin (Saône-et-Loire) |                                                 |
|                          | Chassenard              | Varenne-Saint-Germain (Saône-et-Loire)          |
| Saint-Léger-sur-Vouzance | Luneau                  | Saint-Yan L'Hôpital-le-Mercier (Saône-et-Loire) |

### Climat
Pour des articles plus généraux, voir Climat d'Auvergne-Rhône-Alpes et Climat de l'Allier.
En 2010, le climat de la commune est de type climat océanique dégradé des plaines du Centre et du Nord, selon une étude du CNRS s'appuyant sur une série de données couvrant la période 1971-2000. En 2020, Météo-France publie une typologie des climats de la France métropolitaine dans laquelle la commune est exposée à un climat océanique altéré et est dans la région climatique Centre et contreforts nord du Massif Central, caractérisée par un air sec en été et un bon ensoleillement.
Pour la période 1971-2000, la température annuelle moyenne est de 11 °C, avec une amplitude thermique annuelle de 16,6 °C. Le cumul annuel moyen de précipitations est de 834 mm, avec 11,8 jours de précipitations en janvier et 7,4 jours en juillet. Pour la période 1991-2020, la température moyenne annuelle observée sur la station météorologique de Météo-France la plus proche, sur la commune de Saint-Yan à 5 km à vol d'oiseau, est de 11,5 °C et le cumul annuel moyen de précipitations est de 772,4 mm,. Pour l'avenir, les paramètres climatiques de la commune estimés pour 2050 selon différents scénarios d'émission de gaz à effet de serre sont consultables sur un site dédié publié par Météo-France en novembre 2022.

## Urbanisme

### Typologie
Au 1er janvier 2024, Chassenard est catégorisée commune rurale à habitat dispersé, selon la nouvelle grille communale de densité à 7 niveaux définie par l'Insee en 2022.
Elle appartient à l'unité urbaine de Digoin, une agglomération inter-régionale dont elle est une commune de la banlieue,. Par ailleurs la commune fait partie de l'aire d'attraction de Digoin, dont elle est une commune de la couronne,. Cette aire, qui regroupe 8 communes, est catégorisée dans les aires de moins de 50 000 habitants,.

### Occupation des sols

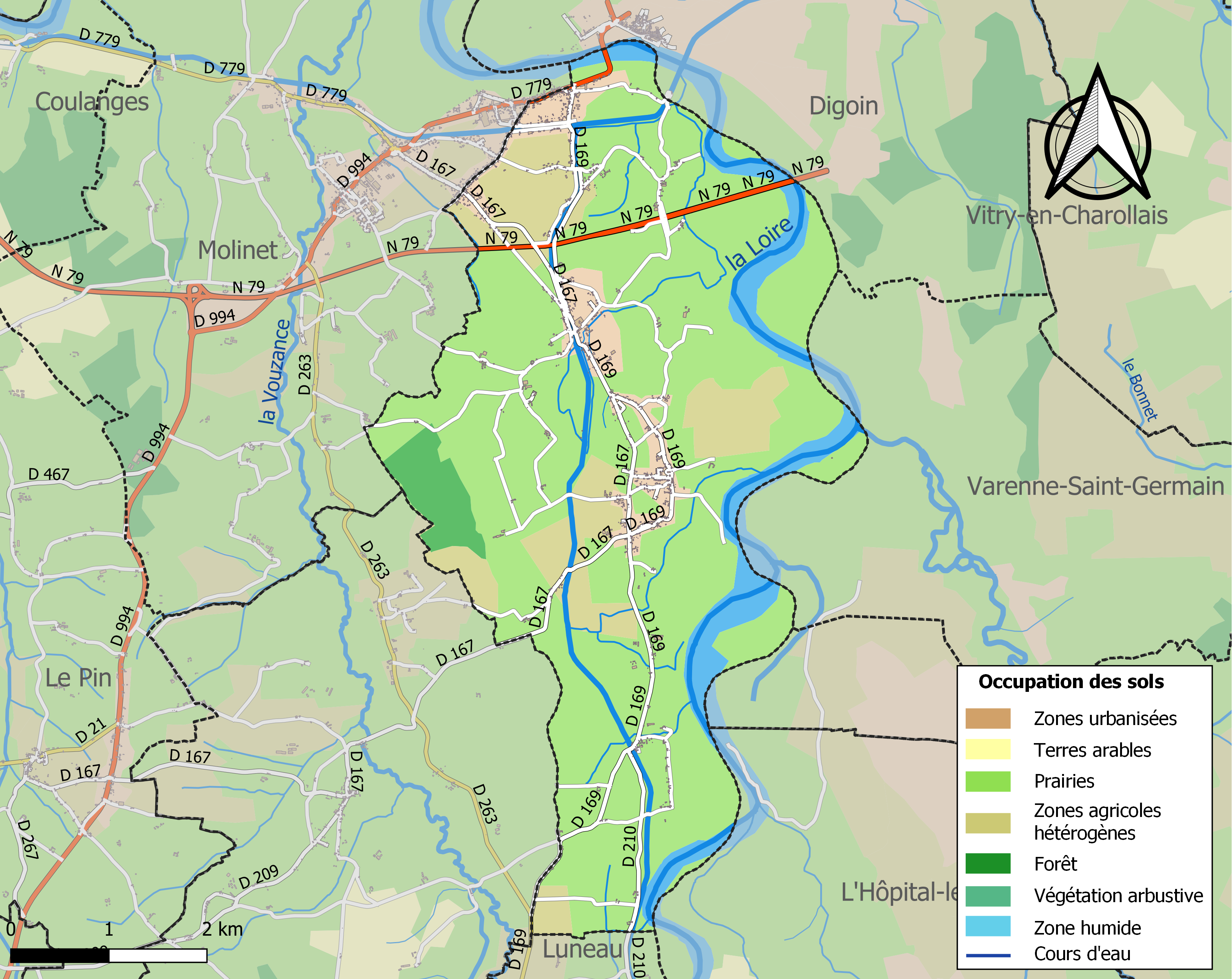
Carte des infrastructures et de l'occupation des sols de la commune en 2018 (CLC).

L'occupation des sols de la commune, telle qu'elle ressort de la base de données européenne d’occupation biophysique des sols Corine Land Cover (CLC), est marquée par l'importance des territoires agricoles (83 % en 2018), en diminution par rapport à 1990 (86,5 %). La répartition détaillée en 2018 est la suivante : prairies (70,2 %), zones agricoles hétérogènes (12,8 %), eaux continentales (8 %), zones urbanisées (4,2 %), forêts (2,7 %), zones industrielles ou commerciales et réseaux de communication (2,1 %).
L'IGN met par ailleurs à disposition un outil en ligne permettant de comparer l’évolution dans le temps de l’occupation des sols de la commune (ou de territoires à des échelles différentes). Plusieurs époques sont accessibles sous forme de cartes ou photos aériennes : la carte de Cassini (XVIIIe siècle), la carte d'état-major (1820-1866) et la période actuelle (1950 à aujourd'hui).

## Histoire
Située sur le territoire des Eduens Chasselard connut une occupation celte puis romaine. Avant la Révolution française et la naissance officielle de la commune il existait deux paroisses : celle de Saint-Georges au lieu dit Chassanard et celle de Saint-Denis au lieu dit de Céé. Elles dépendaient toutes deux à la province de Bourgogne et dépendait du diocèse d'Autun., du bailliage de Semur-en-Brionnais.   (1).
En 1848-1849, les autorités refusèrent de satisfaire le vœu unanime du conseil municipal, qui réclamait le rattachement de la commune au canton de Digoin et, par là, au département de Saône-et-Loire.
En 1874 fut découverte une tombe gallo-romaine d'un important personnage probablement militaire, contenant notamment un masque de fer et des coins monétaires. Cette occupation romaine est confirmée par la présence d'un reste de pont sur la Loire (pieux émergents) dont la mise en place serait comprise entre le Ier siècle av. J.-C. et le IIIe siècle.

### Les Hospitaliers
Le hameau du château de Beugney au nord-ouest de la commune correspond à l'emplacement d'une ancienne commanderie de l'ordre de Saint-Jean de Jérusalem et de la langue d'Auvergne. La plupart des bâtiments, en particulier l'église et le château, ont été détruits en 1899. Cette commanderie hospitalière fut attaquée en 1378 par le duc de Bourbon. À cette époque, on la désignait sous le nom de commanderie de Bugnois et elle formait une enclave bourguignonne en terre bourbonnaise.
Pour Georges Chatard, historien local et membre de la Société d'émulation du Bourbonnais, l'origine de cette commanderie provient de la dévolution des biens de l'ordre du Temple, bien qu'aucun document d'époque ne permette d'étayer cette assertion.

### Seconde Guerre mondiale
Durant l'Occupation, la ligne de démarcation, qui sépare la zone occupée de la zone libre traverse la commune.

## Politique et administration

### Découpage territorial
Par arrêté préfectoral du 2 janvier 2024, la commune est retirée le 1er janvier 2024 de l'arrondissement de Moulins et rattachée à l'arrondissement de Vichy.

### Liste des maires
| Période                                  | Période                  | Identité         | Étiquette | Qualité |
| ---------------------------------------- | ------------------------ | ---------------- | --------- | --- |
| Les données manquantes sont à compléter. |                          |                  |           | |
| mars 2001                                | mars 2008                | Patrick Bergeris |           | |
| mars 2008                                | 5 février 2021 (décès)   | Michel Lassot    | DVD       | Retraité Vice-président de la communauté de communes Le Grand Charolais chargé des travaux d'équipements et des bâtiments intercommunaux |
| 2 mai 2021                               | En cours (au 3 mai 2021) | Fabrice Charles  |           | |

## Population et société

### Démographie
L'évolution du nombre d'habitants est connue à travers les recensements de la population effectués dans la commune depuis 1793. Pour les communes de moins de 10 000 habitants, une enquête de recensement portant sur toute la population est réalisée tous les cinq ans, les populations de référence des années intermédiaires étant quant à elles estimées par interpolation ou extrapolation. Pour la commune, le premier recensement exhaustif entrant dans le cadre du nouveau dispositif a été réalisé en 2004.

En 2022, la commune comptait 1 030 habitants, en évolution de +6,3 % par rapport à 2016 (Allier : −1,38 %, France hors Mayotte : +2,11 %).
| 1793 | 1800 | 1806 | 1821 | 1831 | 1836 | 1841 | 1846 | 1851 |
| ---- | ---- | ---- | ---- | ---- | ---- | ---- | ---- | ---- |
| 685  | 591  | 516  | 667  | 663  | 703  | 734  | 742  | 745  |

| 1856 | 1861 | 1866 | 1872 | 1876 | 1881 | 1886 | 1891 | 1896 |
| ---- | ---- | ---- | ---- | ---- | ---- | ---- | ---- | ---- |
| 795  | 796  | 882  | 805  | 758  | 771  | 799  | 792  | 834  |

| 1901 | 1906 | 1911 | 1921 | 1926 | 1931 | 1936 | 1946 | 1954 |
| ---- | ---- | ---- | ---- | ---- | ---- | ---- | ---- | ---- |
| 993  | 909  | 895  | 796  | 819  | 878  | 862  | 815  | 853  |

| 1962 | 1968 | 1975 | 1982 | 1990  | 1999 | 2004 | 2006 | 2009 |
| ---- | ---- | ---- | ---- | ----- | ---- | ---- | ---- | ---- |
| 867  | 888  | 855  | 959  | 1 017 | 923  | 868  | 898  | 952  |

| 2014 | 2019  | 2022  | - | - | - | - | - | - |
| ---- | ----- | ----- | - | - | - | - | - | - |
| 956  | 1 028 | 1 030 | - | - | - | - | - | - |

## Économie

### Activité et emploi de la population de 15 à 64 ans par sexe et âge en 2020[33]
|             | Population | Actifs | Taux d'activité en % | Actifs ayant un emploi | Taux d'emploi en % |
| ----------- | ---------- | ------ | -------------------- | ---------------------- | ------------------ |
| Ensemble    | 613        | 448    | 73,0                 | 408                    | 66,5               |
| 15 à 24 ans | 89         | 42     | 47,3                 | 37                     | 41,7               |
| 25 à 54 ans | 357        | 340    | 95,2                 | 309                    | 86,6               |
| 55 à 64 ans | 167        | 65     | 39,2                 | 61                     | 36,8               |
| Hommes      | 306        | 228    | 74,7                 | 221                    | 72,4               |
| 15 à 24 ans | 49         | 26     | 53,1                 | 25                     | 51,1               |
| 25 à 54 ans | 175        | 169    | 96,6                 | 163                    | 93,1               |
| 55 à 64 ans | 81         | 33     | 40,8                 | 33                     | 40,8               |
| Femmes      | 308        | 219    | 71,3                 | 186                    | 60,6               |
| 15 à 24 ans | 40         | 16     | 40,1                 | 12                     | 30,1               |
| 25 à 54 ans | 182        | 171    | 94,0                 | 146                    | 80,2               |
| 55 à 64 ans | 85         | 32     | 37,6                 | 28                     | 32,9               |

## Culture locale et patrimoine

### Lieux et monuments

#### Église Saint-Georges

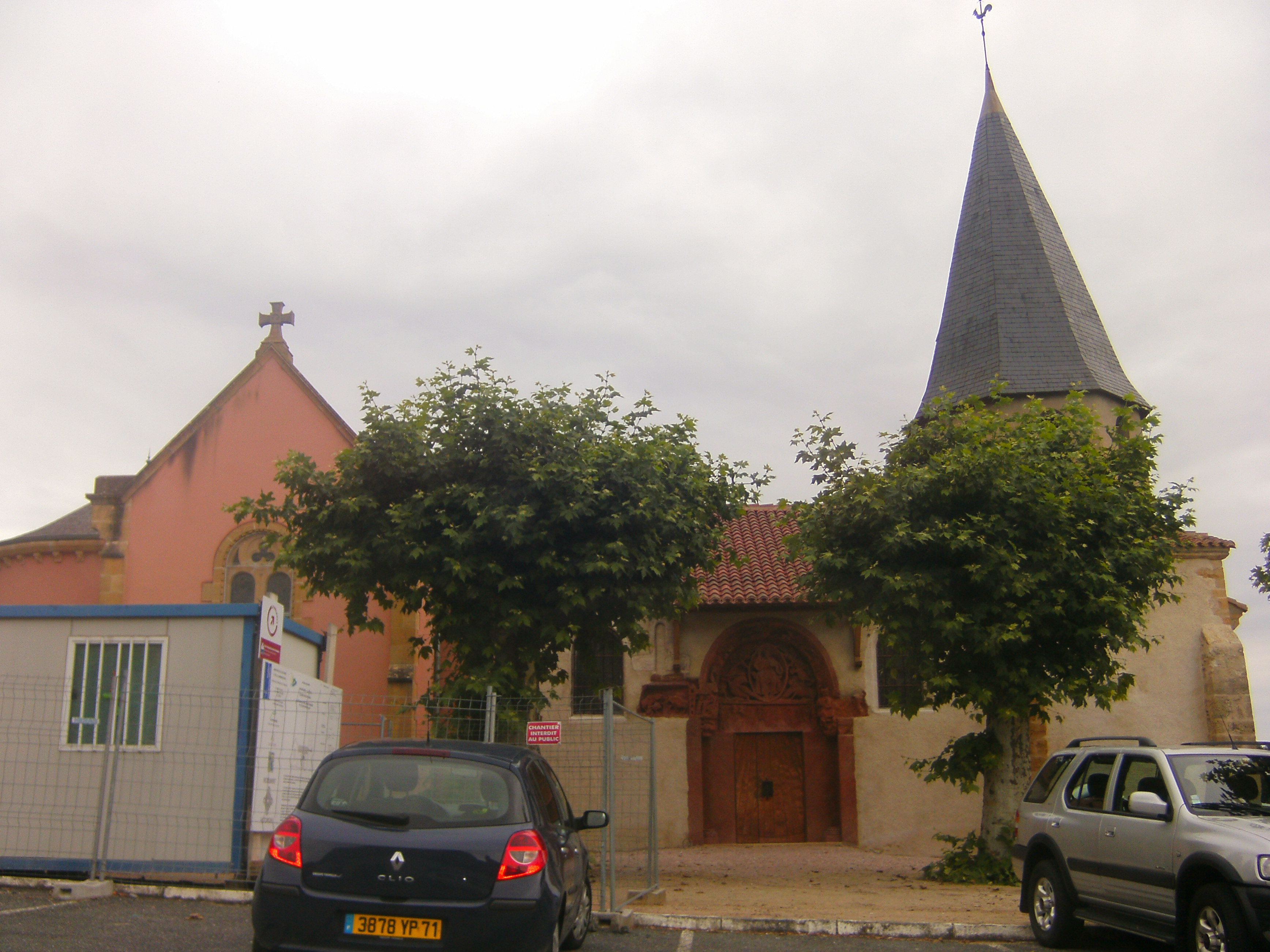
Façade de l'église Saint-Georges

- L'église Saint-Georges, classée au titre des monuments historiques. Inversée lors de la construction d’un transept et d’un nouveau chœur au début du XXe siècle, elle a conservé sa nef romane et, surtout, son exceptionnel portail redécouvert sous l’enduit en 2000, fleuron de la sculpture brionnaise du XIIe siècle : le Christ en Gloire, dans une mandorle, est entouré du tétramorphe sous une voussure ornée de pampres de vigne et de raisins[34].

#### Canaux
Trois canaux se rejoignent sur la commune de Chassenard, dans le « grand bassin » :
- Canal latéral à la Loire
- Canal latéral de Roanne à Digoin et ses trois écluses
- Canal du Centre.

À la jonction des canaux, au lieu dit La Croix-Rouge, existe une halte nautique

#### Autres
- Château de la Croix
- Stade André-Besson
- Le viaduc de Digoin situé à l'est de la commune permet à la RCEA/RN79 de traverser la Loire.